# تورانیان و ترکان در تاریخ ایران باستان

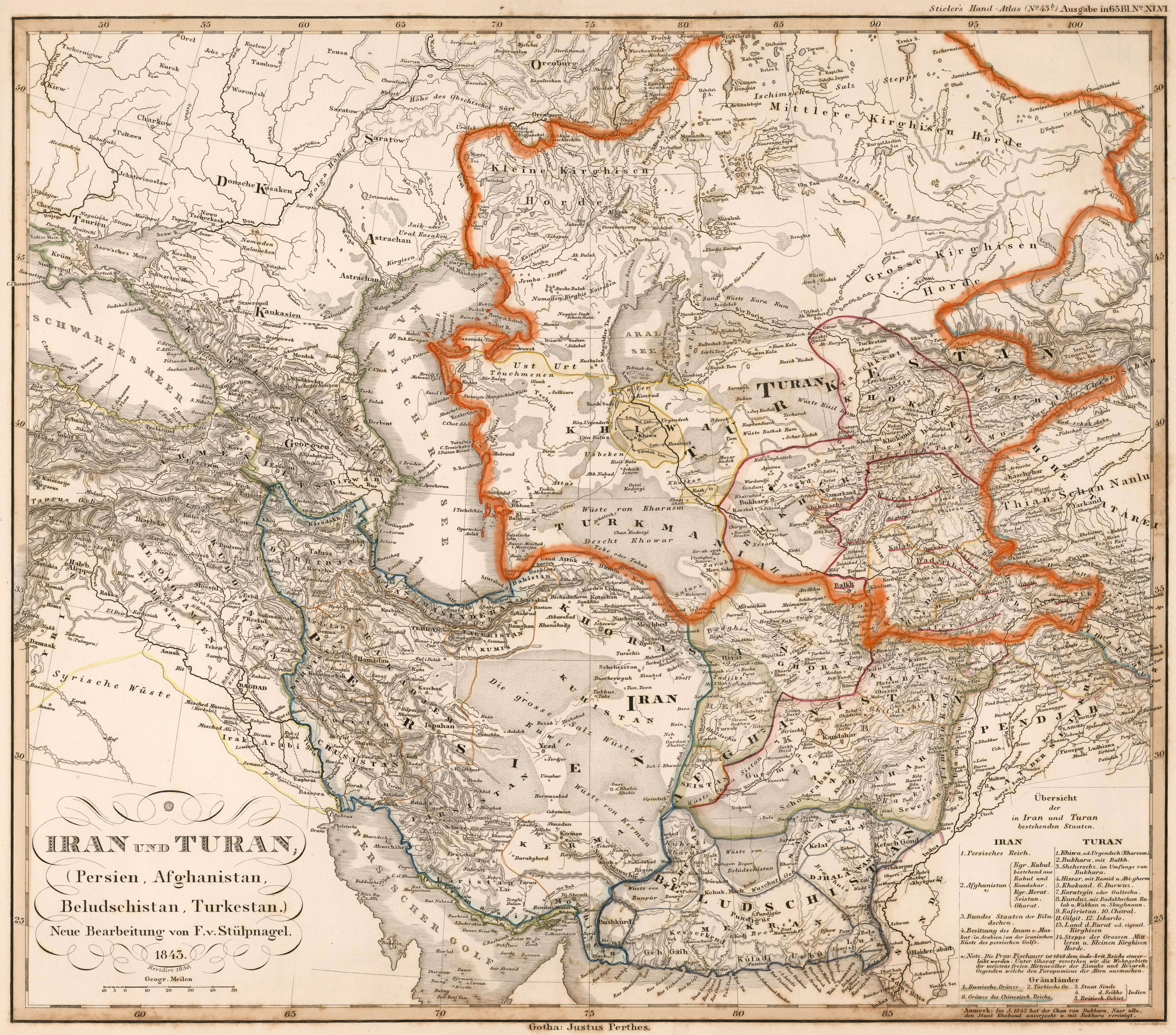
طبق افسانه، توران مناطقی از جمله ازبکستان، قرقیزستان، تاجیکستان، ترکمنستان، بخش‌های شمالی افغانستان و پاکستان شمالی را در بر می‌گیرد. این منطقه تقریباً با آنچه امروزه آسیای مرکزی نامیده می‌شود مطابقت دارد. فهرست مناطق ذکر شده در نقشه به عنوان بخشی از توران: ۱. خوارزم ۲. بخارا با بلخ ۳. شهر سبز (نزدیک بخارا) ۴. حصار (تاجیکستان)] ۵. خوقند ۶. پادشاهی مستقل درواز ۷. دره دشت ۸. قندوز ۹. کافرستان ۱۰. چترال ۱۱. گلگت ۱۲. سکردو ۱۳. قرقیزستان ۱۴. استپ‌های شمالی (قزاقستان).

تورانیان به مردم توران گفته می‌شود. در فارسی میانه به سرزمین‌های آسیای مرکزی توران گفته می‌شد. خاک توران محدود بود از سوی جنوب به تخارستان و از سوی شمال به مملکت خوارزم و از جانب مغرب به خراسان و از مشرق به مغولستان.
دانشمند آلمانی مارکوارت می‌نویسد تورانیان از نژاد آریایی بودند و فرق آنان با ایرانیان در این بود که ایرانیان به تدریج شهرنشین شده و به کشاورزی و زراعت می‌پرداختند حال آنکه تورانیان بیابان‌نورد و چادرنشین بودند.
همواره بین ایرانیان و توران جنگ و ستیز در جریان بود نه فقط بخاطر تفاوت در وضع چادرنشینی و ساکن بودن بلکه بعدها که ایرانیان دین زرتشت را پذیرفتند، بیش از پیش آتش کینه و اختلاف با تورانیان که به دین قدیم خود باقی مانده بودند، شعله‌ور گردید.
ترکان بنابر تئوری برخی از محققان منشأ اولیه ترکان، قبیلهٔ آشینا، (به انگلیسی: Ashina)، در شمال چین است. از میان قبایل ساکن در شمال چین قبیلهٔ آشینا یا با نام دیگر «پانصد خانواده» را می‌توان نام برد که از امتزاج قبیله‌های گوناگون پدید آمده‌بودند. آن‌ها پس از شکست از هونها در سال ۴۳۸ میلادی، به جنوب کوه‌های آلتای پناه بردند و در آنجا سکنی گزیدند. در آغاز زبان مغولی را به عنوان زبان مشترک خویش برگزیدند ولی تا اواسط سدهٔ ششم میلادی، افراد قبایل آشینا به زبان ترکی سخن می‌گفتند و طبق اطلاع کتیبه‌ها خود ترک‌ها، خود را تیورک می‌گفته‌اند.
چینیان اتباع خان‌های آشینا را «تو کیو» (突厥، Tūjué / T'u-chüeh) می‌گفتند. این نکته را باید متذکر شد که چینیان در زبان خود مخرج «ر» ندارند. واژهٔ ترک به معنای نیرومند و استوار است. ترک‌ها نخست ضد قبایل خاقانات روران ژاژها یا ژوژان (به انگلیسی: Juan-Juan) که تا آن زمان بر ترک‌ها حکم‌روایی می‌کردند، به محاربه پرداختند و در سرزمین مغولستان و آلتای دولت مقتدری تأسیس نمودند. وسعت بعدی این دولت در اثر اتحادی دولتی بین قبایل آسیای میانه در سال ۵۵۲ میلادی در کشور آلتای، خاقانات ترک به وجود آمد و در تاریخ آسیای میانه نقش مهمی ایفا نمود.
در دوران حکمرانی بومین خان (زمان حکمرانی از ۵۵۳ تا ۵۷۲ میلادی)، دسته‌های جلودار اردوی ترک‌ها به سالاری برادر بومین خان، ایستمی خان تا به سرحد ایران رسیدند و در غرب تا سواحل دریای سیاه را اشغال نمودند. در نتیجه امپراتوری خیلی مقتدر بادیه نشینان عرض وجود نمود که سرزمین عظیمی را از کره تا سواحل دریای سیاه در بر می‌گرفت. در نتیجهٔ منازعات داخلی در ابتدای قرن هفتم میلادی، خاقانات ترک به دو قسمت خاقانات ترک شرقی و خاقانات ترک غربی تقسیم گردید.

## آمیخته شدن نام توران با ترکان

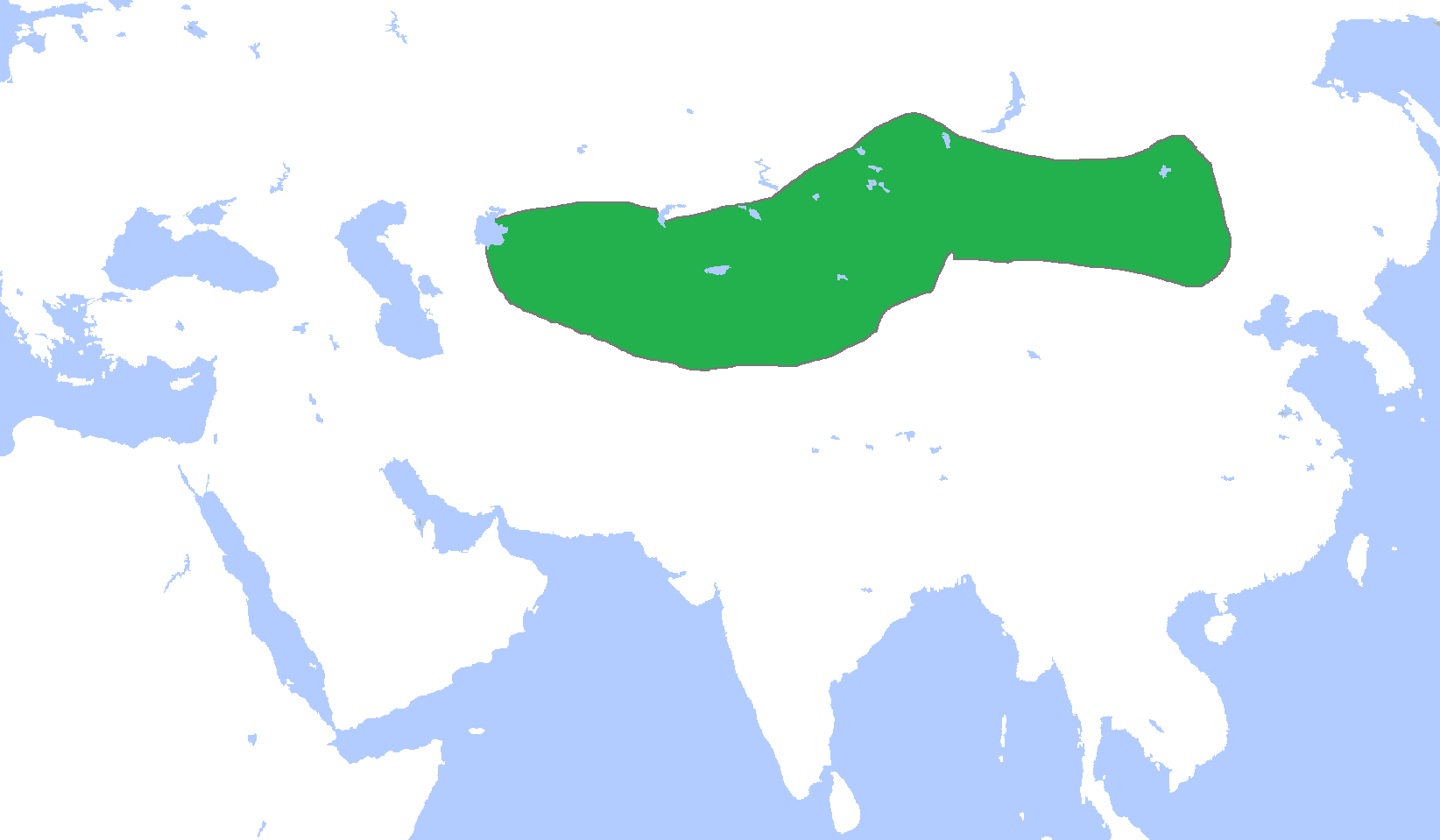
خاقانات ترک. بین سال‌های ۵۵۲ تا ۵۷۲ میلادی.

تاریخ و زندگی هر قوم و ملتی را باید در گذشته‌های دور و روزگاران کهن جستجو کرد اما تاریخ‌نگاران برای تسهیل در پژوهش‌های خویش کوشیده‌اند تا مبدأئی برای تاریخ ملت‌ها عنوان کنند.
ترکان نیز از سده‌های دراز در سرزمین‌های شمال چین و بخشی از اراضی سیبری می‌زیستند ولی تاریخ‌نگاران مبدأ تاریخ ترکان را سال ۵۴۵ میلادی مطابق با شروع فرمانروایی بومین خان دانسته‌اند.
این در حالی است که نوشتهٔ برخی از مورخان پارسی و عرب، به جنگ بهرام گور که از ۴۲۱ تا سال ۴۳۸ میلادی پادشاه ساسانی بود، با ترکان اشاره دارد. به‌طور مثال طبری نوشته‌است که بهرام گور با ترک‌ها جنگیده‌است. فردوسی هم از شکست ترک‌ها بدست بهرام گور سخن گفته‌است و این در حالی که در زمان بهرام گور هنوز ترکان به این ناحیه نفوذ نکرده بودند، بنابراین دربارهٔ کدام ترک‌ها سخن رفته‌است؟ بهرام گور به سال ۴۳۹ میلادی، یعنی حدود یکصد و شش سال پیش از این مبدأ تاریخی که برای ترکان در نظر گرفته‌اند، درگذشته است. چگونه ممکن است، بهرام گور با ترکان پیکار کرده باشد؟ استاد واسیلی بارتولد این مسئله را چنین توضیح می‌دهد که نام توران در اوستا آمده‌است و چنین بنظر می‌رسد که تورانیان شاخه‌ای از آریائیان بوده‌اند. میان ایرانیان و تورانیان دشمنی وجود داشت. از سدهٔ ششم میلادی که ترکان به آسیای میانه راه یافتند، شباهت این دو نام سبب شد که بعضی نام توران را با نام ترکان یکی بدانند. حال آنکه رابطه‌ای میان این دو نام موجود نبود.

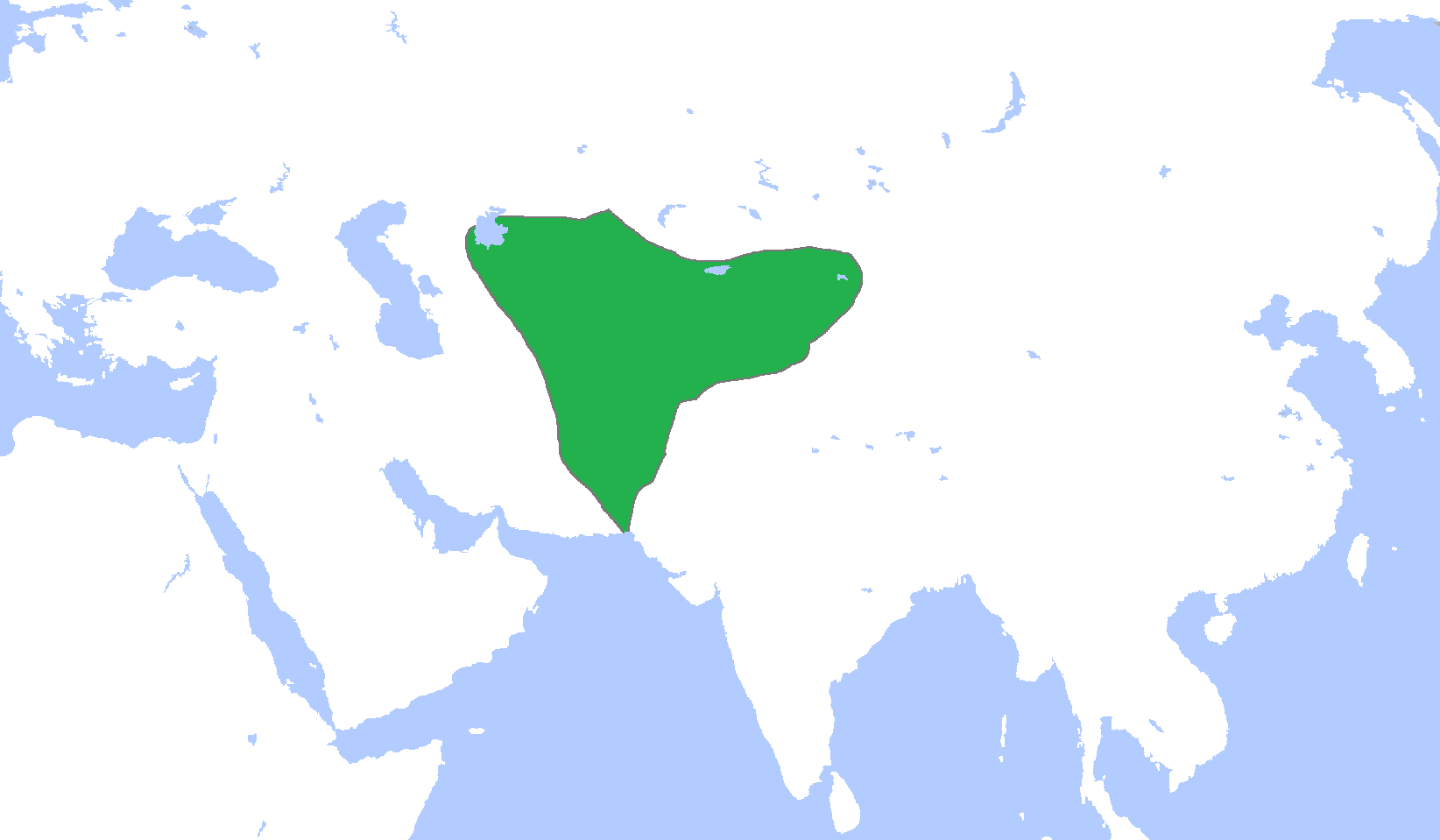
قلمرو هیاطله یا هپتالیان، برای دیدن تصویر بزرگتر روی تصویر کلیک کنید.

باید گفت که به احتمال قوی فردوسی در جنگ بهرام با ترکان روزگار خود را ملاک داوری قرار داده‌است. در روزگار فردوسی غزان و قیچاق‌ها که از قبایل ترکی زبان بودند در ماوراءالنهر سکنی داشتند. پیش از آن نیز ترکان در عهد ساسانیان و نیمهٔ دوم سدهٔ ششم میلادی، به این سرزمین راه یافتند و مردم سغد و خوارزم را تابع خود کردند چون در دشت‌های آسیای میانه زبان ترکی رواج یافته بود، احتمالاً فردوسی چنین پنداشته‌است که توران و ترکان از یک تیره و یک نژاد هستند.
کریستن سن نظر دارد که بهرام گور در ابتدای پادشاهی خود با اقوام شمالی ایران جنگید. این اقوام را مورخان عرب و ایرانی، بدون تفکیک و امتیاز همه را به نام ترک خوانده‌اند. محتمل است که بهرام با خیانیان جنگیده باشد.
مارکوارت نظر دارد که بهرام گور در واقع با خیانیان جنگیده بود. به قول طبری، بهرام گور در آن زمان یک قسمت از خاک هندوستان را که در آن نقاط ملک کوشانیان وجود داشت، می‌خواست به مملکت خود ملحق کند. تاریخ‌دان ارمنی نیز به نام یگیشه وارداپت خبر می‌دهد که یزدگرد دوم ناگهان به کشور خیانیان تاخت که آن‌ها را کوشانیان هم می‌گویند. خلاصه دو مآخذی که اصلاً هیچ ارتباطی باهم ندارند، خیانیان را با کوشانیان پیوند داده‌اند و این امر ثابت می‌کند که جدا کردن خیانیان از کوشانیان نشاید.
در مآخذ ایرانی نام توران با ترکان و در مآخذ زبان پهلوی و زرتشتی، هیتالیان با خیانیان و در مآخذ عربی، هیتالیان با ترک‌ها و در مآخذ ارمنی، هیتالیان با کوشانیان آمیخته شده‌اند و این یکی از دلایلی است که مطالعه در مورد تاریخ این منطقه را مشکل ساخته‌است.

## نگارخانه

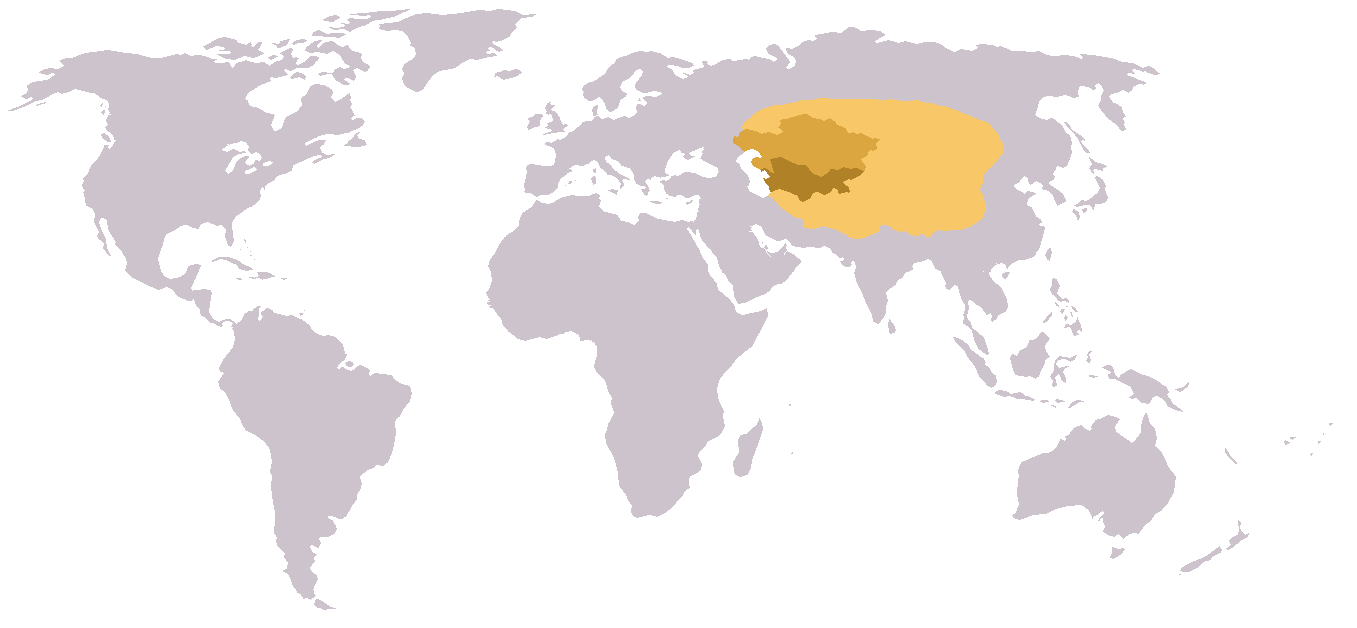
آسیای مرکزی
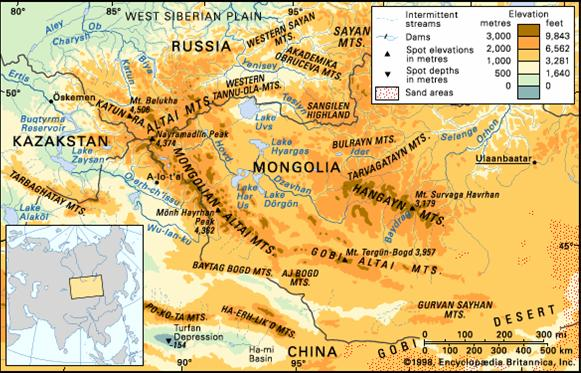
کوه‌های آلتای در نقشه